# Aeropolis 2001
Az Aeropolis 2001  egy tervezett 500 emeletes toronyház volt amit a Tokiói-öbölbe, Japánba terveztek meg, amit az Obayashi Corporation vállalat álmodott meg. A magassága 2000 méter (6562 láb), a hatalmas struktúra ötször magasabb lett volna mint a korábban New Yorkban található Világkereskedelmi Központ.
Az Aeropolis 2001-et 1989-ben tervezték, a Japán gazdasági válság közepette, amely az 1990-es években ért véget. Egy 1995-ös cikk szerint a vállalat még mindig tervezte az épület szerkezetét, a tervezett magasság 2079 méter (6821 láb).
Abban az időben az Obayashi Corporation az Aeropolis 2001-et a Holdra tervezte egy várossal együtt 2050-ig. Az újságok 1995 óta nem számoltak be a tervekről.

## Tervezett részletek
Újságok számoltak be az épület tervéről, az 500 emeletes toronyházban 300 000 dolgozó és 140 000 lakos élhetne. A torony vegyes használatú lenne beleértve az éttermeket, irodákat, apartmanokat, mozikat, iskolákat, kórházakat, és a postahivatalokat.
Az ingázó lift 300 férőhelyes lett volna amely a földszintöl a legfelső emeletig járna, miközben 40 emeletenként megállna, az utat 15 perc alatt tenné meg. Javasolták, hogy az épület teljesen mértékben fenntartható és légkondicionált legyen.

## Külső hivatkozások
- Aeropolis 2001 az Emporis Buildings oldalon (Angol nyelven)